# Rite cartusien
 (mai 2023).
Si vous disposez d'ouvrages ou d'articles de référence ou si vous connaissez des sites web de qualité traitant du thème abordé ici, merci de compléter l'article en donnant les références utiles à sa vérifiabilité et en les liant à la section « Notes et références ».
Le rite cartusien est la manière de célébrer la messe et les sacrements dans l'ordre des Chartreux. Il est indissociable de la manière de vivre des Chartreux, et ne peut être compris indépendamment. 
Les documents les plus anciens concernant ce rite remontent au premier quart du XIIe siècle, une quarantaine d'années après la fondation de la Grande Chartreuse par saint Bruno en 1084. Ils permettent quelques hypothèses concernant la liturgie de la communauté primitive.

## Histoire

### Origines et développements
La première communauté cartusienne était majoritairement composée de clercs séculiers et de chanoines réguliers dont deux chanoines réguliers de Saint-Ruf. Aucun des premiers compagnons de saint Bruno n'était donc moine et l'esprit de la première communauté, comme sa liturgie, fut inspirée de la Règle de saint Augustin, adaptée aux besoins et à la vie semi-érémitique de la nouvelle fondation. 
On ne sait rien de leurs choix liturgiques initiaux concernant la liturgie de la messe. C'est par erreur qu'on a écrit que le rite cartusien, tel qu'il s'est fixé dès le XIIe siècle, appartenait à la famille du rite lyonnais D'après les études menées par les Chartreux au moment de la réforme liturgique de Vatican II, leur rite serait davantage héritier de la messe clunisienne du XIe siècle et se rapprocherait donc d'une forme ancienne de la messe romaine Mais ces affirmations restent sujettes à débat.
Le mode de vie mis en place et la composition de la communauté, volontairement réduite, imposa un parti de simplicité. Il n'y eut jusqu'au XIIIe siècle qu'un seul cierge allumé à la messe aux jours ordinaires et les ornements liturgiques devaient être pauvres. L'or est interdit, sauf pour les vases sacrés. 
On sait également que la messe n'était pas célébrée chaque jour, sauf en Carême et qu'il n'y eut longtemps qu'un seul autel dans l'église conventuelle. Le débat reste ouvert concernant le nombre de prêtres. Il est cependant certain que pour les besoins de la communauté, la tendance fut rapidement à une sacerdotalisation générale des pères chartreux. Mais au XIIIe siècle, les chartreux sont réputés célébrer la messe rarement. Jacques de Vitry les oppose aux chanoines parisiens qui commençaient à multiplier les messes pour des intentions particulières. Aujourd'hui, la tendance est inversée, puisqu'ils sont pratiquement les seuls à avoir conservé, parmi les communautés qui ont révisé leur liturgie selon les principes du concile Vatican II, la pratique de la messe lue, célébrée par chaque prêtre, seul ou avec un servant, en plus de la messe communautaire.
C'est par erreur que l'historiographie de la période moderne a attribué à saint Bruno la rédaction de la préface de la Sainte-Vierge qui lui est bien antérieure.
Les études menées sur l'antiphonaire de l'office montrent que la première communauté adopta dans un premier temps une liturgie des heures de type canonial à neuf leçons, fortement influencées par l'ordinaire de Saint-Ruf, et, peut-être aussi par les usages de Grenoble, fortement marqués par l'influence lyonnaise, comme cela appert dans les mélodies grégoriennes qui ont subsisté jusqu'à nous. 
Dans un second temps, la liturgie suivit le mouvement général de monachisation de la Chartreuse et adopta l'office bénédictin dans son intégralité. La réforme de Guigues I, cinquième prieur et premier législateur (vers 1124) fut à cet égard décisive. Guigues révisa l'antiphonaire, et contribua par son édition scientifique des lettres de saint Jérôme à la constitution du lectionnaire patristique. 
Au cours des siècles, les chartreux ont veillé à conserver cette liturgie propre, adaptée à une vie solitaire et contemplative, dans des communautés peu nombreuses. En 1570, lorsque le pape saint Pie V publie la bulle Quo Primum, qui impose le missel romain à l'ensemble de l'Église latine, il exclut du champ d'application les rites liturgiques ayant plus de deux-cents ans et permit ainsi aux chartreux de conserver intact leur patrimoine liturgique.

### Les révisions post-conciliaires (1980-2008)
En accord avec le Saint-Siège, lors des réformes du rite romain de 1970, les chartreux choisirent de garder leur rite propre, plus propice à la contemplation et adapté à la vie en solitude sans finalité pastorale. Ils entreprirent néanmoins une révision générale de tous leurs livres liturgiques et adoptèrent plusieurs éléments du rite romain rénové :
- la langue vernaculaire adoptée (au choix des maisons) pour les lectures - toujours chantées -, les oraisons et les prières d'intercession de l'office ;
- communion sous les deux espèces ;
- prières eucharistiques ;
- préfaces ;
- la position du prêtre à l'autel est laissée au choix des communautés (face ou dos au peuple) ;
- la concélébration — non obligatoire — est réservée au dimanche et à certaines occasions festives ;
- le nombre des oraisons de la messe fut réduit à trois, comme dans le rite romain rénové.

En outre, 
- le corpus euchologique [choix de prières] est enrichi, soit par des emprunts au missel romain, soit par des créations nouvelles ;
- le lectionnaire de l'office de nuit est recomposé de fond en comble avec trois séries de lectures patristiques ;
- un office des saints moines fut composé ;
- un nouveau diurnal et un bréviaire en langue vernaculaire furent promulgués pour la liturgie des heures en cellule dans lesquels furent adoptées des hymnes vernaculaires originales, sans équivalent dans la tradition latine (poèmes de Marie Noël, etc.).

Dans la totalité des maisons vivantes, et dans le respect du patrimoine historique ancien, l'espace liturgique est restructuré et révisé selon les normes conciliaires (autel détaché du mur du sanctuaire, simplification parfois extrême du décor, suppression du jubé, là où la conservation du patrimoine ne s'oppose pas à ces mesures). Les créations artistiques des XIXe et XXe siècles sont cependant impitoyablement sacrifiées en fonction des goûts de l'époque.
Ces réformes furent introduites lentement et en douceur, en laissant toujours aux religieux — pour la liturgie solitaire — et aux communautés — pour la liturgie conventuelle — le choix entre une formule ancienne ou plus traditionnelle et une formule rénovée. Elle introduisirent dans la vie cartusienne un facteur d'instabilité et la mise en chantier d'incessantes remises à jour, pratiquement ininterrompues depuis la fin du concile.
Cependant, l'ordre n'a pas formellement obtenu jusqu'à ce jour l'approbation officielle du Saint-Siège pour la révision de ses livres liturgiques (recognitio). Quarante ans après le concile Vatican II, cette lenteur a permis de sauver un beau trésor de la piété liturgique ecclésiale, particulièrement adapté à soutenir le cheminement intérieur des moines.
À partir de 1998 environ, les livres de chœur sont révisés en fonction des acquis de la musicologie grégorienne. Une édition du graduel est procurée par Dom Augustin Devaux. Plusieurs versions de ces livres circulent sur le web. Toutes ne sont pas identiques et correspondent à plusieurs états du travail. On y observe notamment la création d'offices recomposés à partir du patrimoine musical antérieur de façon à constituer de nouveaux formulaires pour les offices du sanctoral, en particulier les communs des saints.
On notera qu'aucune des éditions ainsi publiées n'est munie des approbations canoniques de la congrégation pour le culte divin. Il ne s'agit donc pas d'éditions typiques, mais de versions ad experimentum (à l'exception des reproductions en mode image de la version antéconciliaire du graduel de la messe). Seul le missel de 1984 est muni d'une approbation du Révérend Père général Dom André Poisson. Par conséquent, toutes les maisons n'ont pas adopté ces révisions dans leur intégralité au moment même de leur publication.
Dans les années 2004/2005, les chartreux ont mis en place une commission liturgique destinée, avec l'aide d'experts extérieurs, à mettre leur liturgie en accord avec la liturgie conciliaire et à obtenir l'approbation du Saint-Siège. Dans ce contexte, ils adoptèrent, dans la cérémonie de la vigile pascale, la bénédiction du feu nouveau et du cierge pascal, rites absents de la tradition cartusienne depuis les origines, à l'instar de l'antique liturgie romaine, introduits tardivement à Rome, à partir d'influences germano-franques, et restaurés au milieu du XXe siècle par les réformes de Pie XII.

## Caractéristiques générales

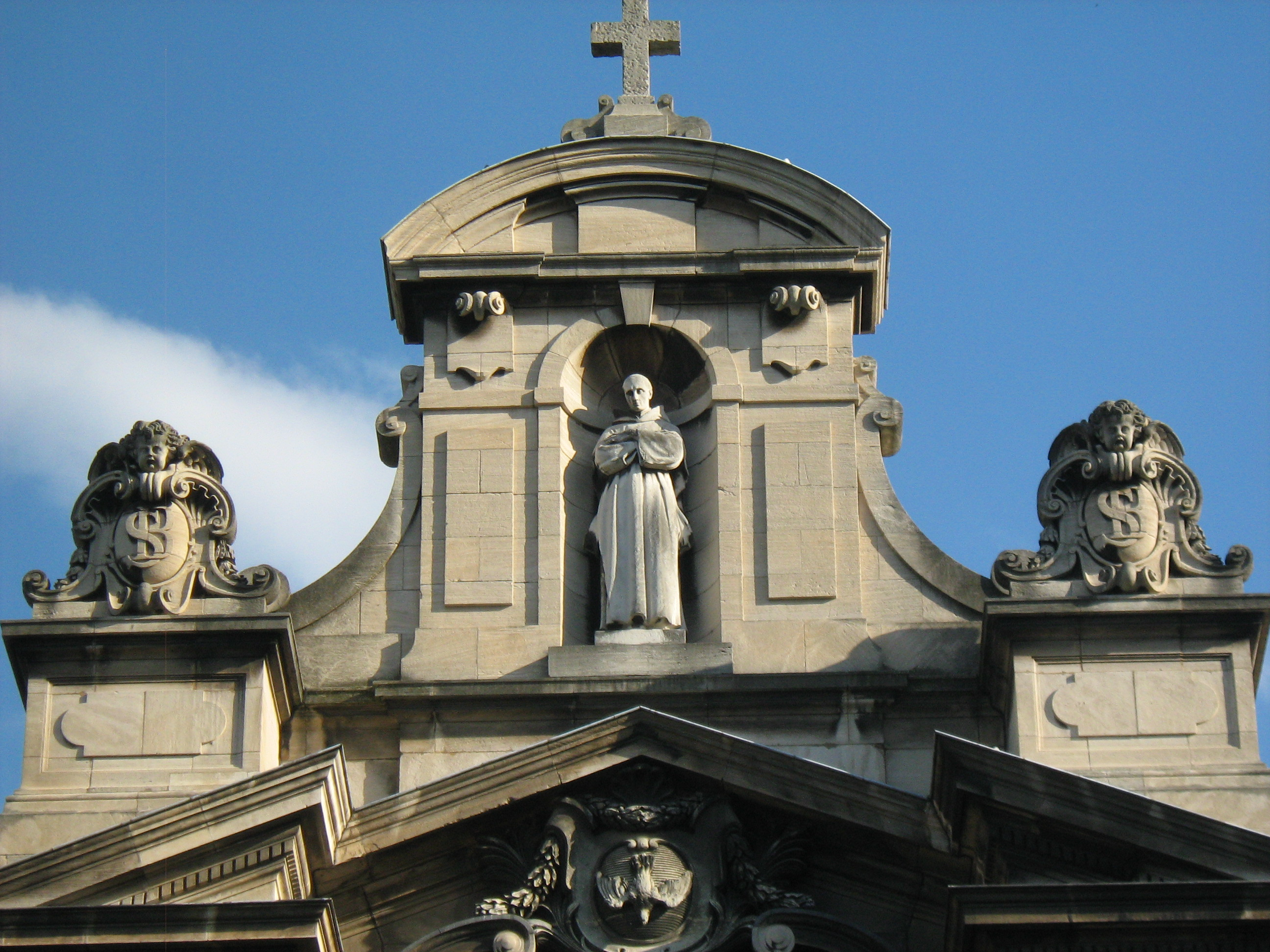
Statue de saint Bruno sur la façade de l'église Saint-Bruno-les-Chartreux, Lyon.

Contrairement à ce qu'on pourrait croire, la liturgie cartusienne ne se distingue pas par des temps de silence particulièrement longs, mais par une absence de précipitation, un recueillement, une ampleur des gestes et un esprit de foi qui en font le reflet fidèle du propos de moines intégralement consacrés à la contemplation. 
La récitation du canon en silence par le prêtre, les bras en croix, était au Moyen Âge une pratique partagée par d'autres traditions rituelles. Le silence qui précède le début de chaque heure liturgique est prescrit par les rubriques du bréviaire dans la quasi-totalité des rites latins occidentaux.
En comparaison avec la liturgie romaine actuelle, le rite cartusien se caractérise par sa grande sobriété quant aux formes extérieures, son hiératisme et son recueillement, son sens du sacré et de l'adoration. Les moines se prosternent de tout leur long pendant la consécration eucharistique (prostration); après chaque messe, ils font une action de grâce commune, au chœur, dans la même position. Pour chaque oraison de la messe ou de l'office, la communauté s'incline profondément, appuyée sur les miséricordes des stalles. Les chartreux ont conservé plus qu'ailleurs la conscience de la valeur universelle de la prière et de l'offrande de tout sacrifice eucharistique, même célébré sans assistance. Leur coutume actuelle est de célébrer chaque jour la messe en solitude, en plus de leur participation à la messe conventuelle, sauf les jours de concélébration. Ils pratiquent la confession individuelle régulière, hebdomadaire voire quotidienne, avec un sens aigu de la proximité que procure tout geste sacramentel avec les actes sauveurs du Christ.
La liturgie cartusienne ignore pratiquement les processions, à l'exception de celle de la "Fête Dieu", peut-être trop mise en valeur dans le film "Le grand Silence" alors qu'elle est peu représentative de la liturgie cartusienne, sinon peut-être du caractère rustique qui caractérise l'éthos liturgique cartusien dans les déplacements communautaires, très différent, par exemple, des processions qui peuvent s'observer chez les Bénédictins. Hormis les processions de la prise d'habit du novice (du chapitre à la cellule), de la levée du corps (de la cellule du défunt à l'église) et de la sépulture (de l'église au cimetière), la vie cartusienne ne comporte pas de procession régulière hors de l'église. Les rameaux, le Dimanche des Rameaux, et les cierges le jour de la Présentation du Seigneur (2 février), sont simplement distribués à la communauté qui se rend au chant d'une antienne au degré du sanctuaire pour les recevoir au cours de la messe de la main du célébrant, puis retourne dans les stalles.

## Calendrier
Le calendrier cartusien s'est toujours distingué par un nombre de fêtes et de saints moins important que dans les autres rites. Hormis la dédicace de l'église conventuelle et le titulaire de celle-ci, il y a peu de différences entre les maisons. On notera en particulier certains éléments typiques susceptibles d'aider à l'identification des livres et manuscrits cartusiens : 
- - degrés des fêtes avant Vatican II :

- 1) solemnitas ;
- 2) festum candelarum (fêtes où l'on allume quatre cierges devant les degrés du sanctuaire à laudes et vêpres, tous les offices sont chantés à l'église) ;
- 3) festum capituli (fête de chapitre, parce que la communauté y tient chapitre et célèbre les offices comme un dimanche, avec réfectoire et récréation) ;
- 4) dominicae (12 leçons à matines, tous les offices sont chantés au chœur avec réfectoire, chapitre et récréation) ;
- 5) XII lectiones (fêtes de 12 leçons à matines ; réfection et petites heures en cellule)

férie (jours ordinaires) ;
- 6) tres lectiones (fêtes de 3 leçons à matines) ;
- 7) feriae (jours ordinaires)

- - degrés des fêtes après Vatican II

Les fêtes avec chandelles et les fêtes de chapitre ont été supprimées au profit des solennités et des fêtes de 12 leçons:
- 1) solemnitas ;
- 2) dominicae (dimanches : 12 leçons à matines, tous les offices sont chantés au chœur avec réfectoire, chapitre et récréation) ;
- 3) XII lectiones (fêtes de 12 leçons à matines; réfection et petites heures en cellule)

férie (jours ordinaires) ;
- 4) tres lectiones (fêtes de 3 leçons à matines) ;
- 5) memoriae (simples mémoires avec messe conventuelle, et oraison propre à laudes et vêpres) ;
- 6) feriae (jours ordinaires)

- - saints:

26 juin (1325) : dédicace de l'église Notre-Dame de Vauvert de Paris
3 octobre (avant 1325) : dédicace de l'église primitive de Vauvert (sous réserve d'information contradictoire)
6 octobre  : (depuis 1515) saint Bruno, confesseur, XII leçons
8 novembre : commémoration des reliques
9 novembre : commémoration des frères et sœurs de l'ordre défunts
saint Hugues de Grenoble, cofondateur de l'ordre
saint Hugues de Lincoln, chartreux
sainte Roseline de Villeneuve
bienheureux Nicolas Albergati
martyrs chartreux anglais

## Particularités textuelles
La liturgie cartusienne a conservé jusqu'à aujourd'hui quelques particularités textuelles (liste à compléter) : 
- Salve Regina : "Salve, regina MISERICORDIAE, VITAE dulcedo et spes nostra, salve. Ad te clamamus, exsules filii Evae. Ad te suspiramus, gementes et flentes in hac lacrimarum valle. Eia ergo advocata nostra, illos tuos misericordes oculos ad nos converte. Et Jesum benedictum fructum ventris tui nobis, post hoc exilium ostende BENIGNUM. O clemens, O pia, O dulcis MARIA." (Commémoraison de la Vierge, chantée tous les jours à la fin des Vêpres du jour).

- Gloria de la messe : "… propter GLORIAM TUAM MAGNAM."

- Credo de la messe : "… et vitam FUTURI saeculi."

- Confiteor de la messe : "Confiteor Deo et BEATAE MARIAE ET omnibus sanctis et vobis fratres quia peccavi nimis mea culpa PER SUPERBIAM, cogitatione, LOCUTIONE, opere et omissione. Precor VOS ORARE PRO ME."

- Lavabo de la messe : le prêtre récite le Ps 25, 6 : "Je lave mes mains dans le désir de l'innocence pour l'approcher de ton autel Seigneur et célébrer tes louanges."

- 'Orate fratres' de la messe : La collecte est précédée de la simple monition "Orate fratres", par le prêtre, à laquelle la communauté répond par sa seule prière silencieuse.

- Acclamation après la consécration : le canon se poursuit immédiatement après la consécration, sans acclamation ni dialogue.

- Conclusion de la messe : le prêtre ne donne pas la bénédiction. À la messe conventuelle, le diacre ou l'acolyte chante V/ "Benedicamus Domino (alleluia alleluia)" R/"Deo gratias (alleluia alleluia)".

## La messe cartusienne
La messe conventuelle quotidienne est précédée ou suivie de la célébration solitaire d'une messe par chaque moine prêtre, servie par les novices et profès temporaires, éventuellement par les frères convers, selon leur dévotion et disponibilités.

### La messe conventuelle

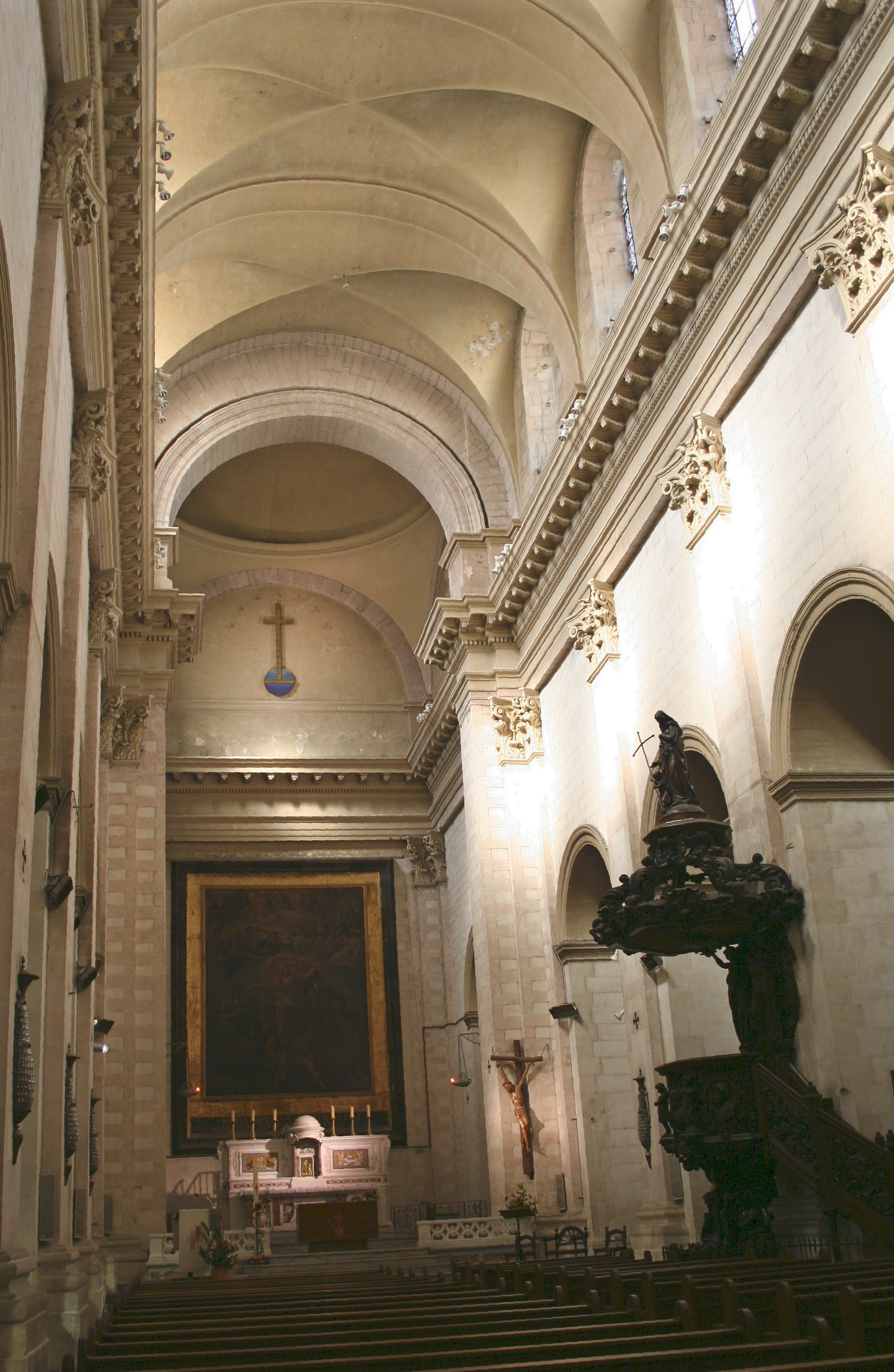
L'église des Chartreux de Marseille.

Le rite de la messe cartusienne est très sobre. Cependant il diffère considérablement du rite romain actuel par de nombreux aspects. 
Après s'être préparé, prosterné sur les marches de l'autel, le prêtre se rend au vestiaire (sacristie) où il revêt les ornements sacerdotaux par-dessus la cuculle. (Hormis un amict spécial adapté au capuce de la cuculle, les vêtements du prêtre sont les mêmes qu'au rite romain (voir paramentique catholique). Pendant que le chœur chante l'introït, assis dans les stalles et tête couverte, le célébrant sort seul en silence du vestiaire et s'avance jusqu'au milieu des degrés du sanctuaire où il prie, incliné profondément. Après le Gloria Patri de l'antienne d'introït il se redresse, monte à l'autel qu'il vénère d'un baiser. À la fin de l'introït, il se signe en silence, en même temps que la communauté, incline légèrement à la croix de l'autel et se rend à la cathèdre, nom que prend le siège du célébrant, toujours placé sur le côté droit du sanctuaire (côté de l'épître), légèrement surélevé et placé de manière que le prêtre ne fasse pas face à la communauté mais soit situé dos au mur latéral. 
Pendant ce temps, la communauté s'incline profondément sur les miséricordes et prie en silence. Puis le célébrant, également incliné dans la même position, entonne le « Confiteor » dont le texte a quelques particularités qui le distingue du rite romain. Il se redresse pour chanter le « Misereatur ». Toute la communauté se redresse après avoir répondu « Amen ».
Le « Kyrie » est alterné neuf fois par les deux chœurs qui se font face et restent dans la même position pour alterner ensuite le chant du « Gloria » entonné par le prêtre. Puis tous se tournent vers le célébrant qui invite à la prière par le chant de l'Oremus. La communauté, à nouveau profondément inclinée sur les miséricordes, s'unit en silence au chant de l'oraison qu'elle sanctionne par le chant de l'Amen. Puis tous se couvrent et s'asseyent pour écouter la lecture chantée, faite du lectoire, au milieu du chœur, par le lecteur institué ou un moine (père ou frère) désigné chaque semaine pour cet office.
Le chant du graduel, l'alléluia avec son verset (ou le trait en Carême) sont chantés par toute la communauté, assise. Pendant ce temps, le diacre hebdomadaire revêtu de la cuculle ecclésiastique monte au sanctuaire, revêt l'étole préparée sur le lectoire de l'évangile, et se dispose à chanter l'évangile. On ne prêche jamais à l'église. 
Les oblats, préparés avant la messe à la crédence par le diacre, ou l'acolyte lorsqu'il y en a un, sont apportés à l'autel pendant le chant de l'offertoire ; le servant prend le voile huméral sur l'épaule droite pour présenter au célébrant la patène posée sur le calice. Puis il présente la burette d'eau dans laquelle le prêtre puise avec une cuillère. Le lavabo suit comme au rite romain, mais le prêtre y récite une partie du Ps 26, à partir du v. 6. (Pour le détail des cérémonies de l'offertoire, voir plus-bas, description de la messe lue en solitude). Avant la secrète, le prêtre dit seulement "Orate fratres". Le chœur ne répond rien, mais s'incline sur les miséricorde et prie avec lui en silence puis écoute le chant de la secrète. Le canon est récité en silence. La communauté s'agenouille, mains jointes face à l'autel pour la consécration du pain, puis se prosterne sur le plancher des stalles jusqu'à la fin de la consécration du calice. Il n'y a pas d'acclamation après la consécration. Le prêtre ne donne pas de bénédiction à la fin de la messe qui se termine par l'invocation "V/ Benedicamus Domino (alleluia alleluia). R/ Deo gratias (alleluia alleluia)" chantée par le diacre ou l'acolyte s'il y en a un. Puis la communauté se prosterne pour l'action de grâce.

### La messe lue en solitude
Les messes lues sont célébrées dans des chapelles dispersées dans les bâtiments conventuels par chaque moine-prêtre seul ou servi par un moine non-prêtre (novice de chœur ou frère) qui s'unit en silence au sacrifice. Il n'est pas permis de célébrer en cellule, ni d'y conserver le Saint-Sacrement. Leur rite est encore plus sobre que celui de la messe conventuelle dont elle adapte les éléments essentiels. Elle est célébrée en latin ou en langue vernaculaire, au libre choix du célébrant.

#### Préparation et lectures
Le prêtre commence par se prosterner sur le marchepied de l'autel par une courte action de grâce pendant que le servant prépare l'autel et y dispose les ornements. Puis le prêtre se relève, fait le signe de la croix, monte à l'autel et revêt les ornements avec l'aide du servant. Puis il prépare le missel et le lectionnaire, incline à la croix et se rend au coin droit de l'autel pour y garnir le calice avec le vin que lui présente le servant et la patène avec l'hostie qui sera consacrée. Il place la patène sur le calice et les couvre avec une pale.
Il se rend ensuite au milieu de l'autel, le vénère par un baiser, se signe avec le servant, se tourne vers lui, prononce la formule de salutation (V/ "Dominus vobiscum" R/ "Et cum spiritu tuo"), descend au coin gauche de l'autel, au bas du marchepied, joint les mains et s'incline profondément, tourné vers la croix de l'autel. En répondant à la salutation du prêtre, le servant le salue par une inclination légère, puis s'agenouille au coin droit de l'autel, sur le sol et s'incline profondément, les mains jointes, tourné vers le prêtre. Après un moment de silence, le célébrant récite le confiteor cartusien avec le servant et le conclut par la formule rituelle. Puis il se rend au centre de l'autel, s'incline profondément pour un bref moment de prière pendant lequel le servant reste profondément incliné et les mains jointes, mais désormais tourné vers l'autel. Quand le prêtre monte à l'autel, le servant se redresse, mais reste à genoux.
Le prêtre se redresse, monte au milieu de l'autel où il lit le texte de l'introït de la messe, suivi du verset et de la doxologie, puis répété. Il alterne  ensuite le Kyrie eleison avec le servant (Kyrie 3 fois, Christe 3 fois, Kyrie 3 fois), puis récite seul le Gloria, s'il y a lieu. Après l'oraison de la messe (une seule oraison par messe), il lit (ou fait lire) l'épître, suivie du graduel et du verset d'alléluia. Le servant se relève et lui fait face pendant la lecture de l'évangile. Il n'y a pas d'acclamation après les lectures, ni de répons du servant. Quand le prêtre a vénéré le texte de l'évangile, il rend le lectionnaire au servant (sauf si la messe est dite en latin, car le missel latin cartusien est un missel plénier, contenant tous les textes de la messe). S'il y a lieu, il récite seul le Credo, tourné vers la croix de l'autel.

#### Offertoire
Le prêtre déplie le corporal, puis se rend au coin droit de l'autel où il avait laissé le calice et la patène. Le servant se rend à la piscine, prend la burette d'eau, déploie le manuterge en éventail sur le coin de l'autel. Il incline au prêtre qui découvre le calice, puise une goutte d'eau dans la burette avec la cuillère qui reste toujours posée sur la pale, et la verse dans le calice en disant "Du côté de Notre-Seigneur Jésus-Christ jaillit du sang et de l'eau pour la rédemption du monde" ; puis il essuie la cuillère avec le manuterge. Il se rend alors au milieu de l'autel, élève un peu le calice qu'il tient d'une main par le nœud et de l'autre par le pied en disant "In spiritu humilitatis et animo contrito suscipiamur a te Domine, et sic fiat sacrificium nostrum in conspectu tuo hodie ut placeat tibi Domine Deus". Puis il conclut en traçant un signe de croix sur l'autel avec les oblats en disant "In nomine Patris et Fili et Spiritus Sancti." Disant "Amen", il dépose le calice au centre du corporal et dépose la patène sur celui-ci, entre le  calice et le bord de l'autel. Il recouvre alors le calice avec l'autre extrémité du corporal. Il ne le découvrira plus que pendant la consécration et au moment de la communion. Il récite ensuite la prière sur les offrandes. 

#### Prière eucharistique et communion
Le prêtre dialogue la préface à haute voix avec le servant, puis commence la prière eucharistique de son choix qu'il récite avec les lèvres à voix très basse ou en silence ("labialiter"). Après l'élévation du corps du Christ, le servant baise la terre, puis se prosterne sur le sol dont il ne se relève que pour communier, s'il le désire (une coutume cartusienne est de communier à chaque messe à laquelle il est donné d'assister). Après un moment de silence, le servant se lève, verse les ablutions dans le calice que lui tend le prêtre (vin, puis eau), et se remet à genoux jusqu'à la conclusion de la messe. Le prêtre ne donne jamais de bénédiction. La messe se termine par l'oraison de conclusion, une salutation ("Dominus vobiscum…"), et un renvoi simple (R/ "Benedicamus Domino" V/ "Deo gratias").
Le servant aide ensuite le prêtre à se dévêtir et à recouvrir l'autel, puis il se prosterne pendant que le prêtre nettoie le calice et la patène et les range en leur lieu. Le prêtre se prosterne ensuite sur le marchepied de l'autel pour son action de grâce. À son signal, tous se relèvent, se signent, se saluent d'une inclination et rentrent en cellule.

## L'office cartusien
Depuis le premier quart du XIIe siècle, les chartreux ont adapté leur office primitif, de type canonial, à la manière monastique de célébrer les heures décrite dans la règle de saint Benoît.
Les dimanches et fêtes comportent donc douze leçons (=lectures) et non plus neuf comme à l'origine. 
On trouvera un enregistrement sonore intégral d'un office des matines dominicales cartusiennes dans le DVD collector du film Le Grand Silence.
Il s'agit en réalité d'un montage composite de plusieurs offices de jours différents assemblés (matines du 8e dimanche après la Pentecôte, suivies des laudes du commun des moines pour une fête de trois leçons (saint Romuald). L'office des moines a été composé par les Chartreux dans le cadre de la réforme liturgique qui a suivi le concile Vatican II.
La prise de son rend cependant parfaitement la belle et profonde sonorité des offices de nuit cartusiens, à l'exception des changements de voix du prêtre hebdomadier et du chantre de semaine qui enlèvent quelque chose à l'impression d'unité que laissent ordinairement ces offices. Le rythme précipité de certains répons résulte d'une interprétation, propre à la Grande Chartreuse, de la coutume de l'ordre qui veut que l'office de nuit soit chanté "à voix vive et ronde" ; d'autres maisons de l'ordre respectent davantage un mouvement plus mélodieux des phrases grégoriennes.

### Office choral
Seuls les matines, les laudes et les vêpres sont chantées au chœur tous les jours. À la différence des Bénédictins, les Chartreux chantent intégralement tout l'office de nuit chaque jour. C'est le plat de résistance de leur vie liturgique, "un festin royal que Dieu nous offre" (un frère convers chartreux). Les petites heures sont chantées à l'église les dimanches et solennités. Les complies ne sont jamais chantées en communauté. Depuis Vatican II, l'office de prime au chœur le dimanche est récité en cellule.
Les doxologies sont chantées sur un mode plus lent que le reste de la psalmodie, ainsi que les offices de vêpres et de laudes et les cantiques évangéliques, spécialement les jours de fête, selon une coutume autrefois commune à tous les moines latins.
À certaines fêtes, quatre cierges sont allumés dans le sanctuaire de l'église conventuelle (devant l'autel ou à proximité).
Les laudes suivent les matines, après un court intervalle d'oraison silencieuse dans l'obscurité, dont la durée est inversement proportionnelle à la solennité du jour liturgique.
Une partie de l'office est chanté par chœur dans l'obscurité (psaumes d'attente, hymnes fériales, Te Deum, Miserere, Psaumes et cantiques des laudes festives et dominicales, preces etc.)

### La liturgie en cellule
Les Chartreux récitent seuls à l'oratoire de leur cubiculum (chambre principale de la cellule) tous les offices non récités au chœur. Complies est récité en cellule toute l'année. Prime, qui était chanté au chœur les dimanches et fêtes apparentées, ne l'est plus depuis le concile Vatican II. Les offices sont célébrés debout, au même moment, par tous, au son de la cloche et en observant certaines des cérémonies du chœur (inclinations, agenouillements).
L'office en cellule est récité dans un diurnal. Au Moyen Âge, le livre utilisé pouvait être un bréviaire sans leçons ni répons.

## Autres rites de la vie cartusienne

### Confession
Actuellement le sacrement de pénitence et de réconciliation se célèbre en Chartreuse à un rythme minimal d'une fois par semaine. Au cours des XIXe et XXe siècles, la coutume était fréquente de se confesser tous les jours, généralement pendant la demi-heure qui précède l'office de Complies.
Le sacrement se célèbre dans l'Ave Maria [pièce antichambre] des cellules. Le prêtre, tête couverte et sans étole, et le pénitent, tête découverte, s'agenouillent côte à côte. Le pénitent récite le Confiteor cartusien dans lequel il insère l'énoncé des fautes présentes ou passées qu'il entend confesser, puis il achève le Confiteor : "Je vous en prie Vierge Marie, tous les saints, et vous mon Père, de prier pour moi." Le prêtre fait une très brève admonition, souvent omise, puis donne l'absolution et termine par la prière "Precibus et meritis…".
Au Moyen Âge, les moines se confessaient au chapitre conventuel, en privé, avant les messes lues du matin.

### Onction des malades, sépulture et funérailles
L'onction des malades est traditionnellement célébrée par le prieur, en présence de la communauté, dans la cellule du moine (il n'y a pas d'infirmerie à proprement parler en Chartreuse). Il est prévu qu'à l'approche de la mort, le religieux soit déposé à même le sol sur un lit de cendre. Cette pratique, encore mentionnée dans le Manuel cartusien actuel, n'est plus en usage. Après la mort du défunt, la communauté se rassemble dans la cellule du défunt, autour du prieur en cuculle ecclésiastique et étole noire ou violette. Le corps est porté au chant des Psaumes jusque dans le chœur de l'église où pères et frères le veillent à tour de rôle, jusqu'à l'heure de la sépulture, jour et nuit.
Les Chartreux sont enterrés dans leurs vêtements monastiques, cloués sur une simple planche, le capuchon, rabattu sur le visage, est cousu. La mise en terre a lieu au chant des Psaumes, en présence de la communauté, généralement à la suite de la messe de sépulture conventuelle. Le prieur revêt la cuculle ecclésiastique et l'étole noire ou violette. Il se place près du corps que la communauté entoure en demi cercle, de part et d'autre du catafalque. Après l'absoute chantée, le corps est porté de l'église au cimetière en procession (encens, un seul cierge, porté par le plus ancien des frères laïcs, la croix de procession, le corps porté par quatre membres de la communauté, suivi des frères et des pères, puis du prieur). Quand la fosse est comblée, le prêtre chante une dernière oraison et la communauté se rend au chapitre où il lit un bref sermon. Les jours de sépulture la communauté prend le repas du déjeuner au réfectoire, après avoir chanté none à l'église.